# 芬蘭總理
芬兰总理是芬蘭政府的領導者，总理與其内阁行使行政权。根據正式禮儀排名，總理位居芬蘭總統和芬蘭議會議長之後，排名第三。但在實際運作中，總理是芬蘭最具權力的職位。芬兰首任总理為佩尔·埃温德·斯温胡武德（后担任第三任芬兰总统）於1917年11月27日被任命，在芬蘭宣布獨立前幾天上任。
现任总理是民族联合党的彼得里·奥尔波，他於2023年6月20日宣誓就职。

## 歷史
1918年，芬兰元老院改组为芬蘭政府，经济部副主席一職改组为总理。位于赫尔辛基美湾西部的夏季海岸自1919年起即為芬兰总理的官邸。
1917年独立以来，芬蘭共組成了72屆內閣。其中，任期最長的是帕沃·利波宁擔任總理的兩屆內閣（第一屆利波寧內閣與第二屆利波寧內閣），兩屆均完整履行整個議會任期，共1,464天。

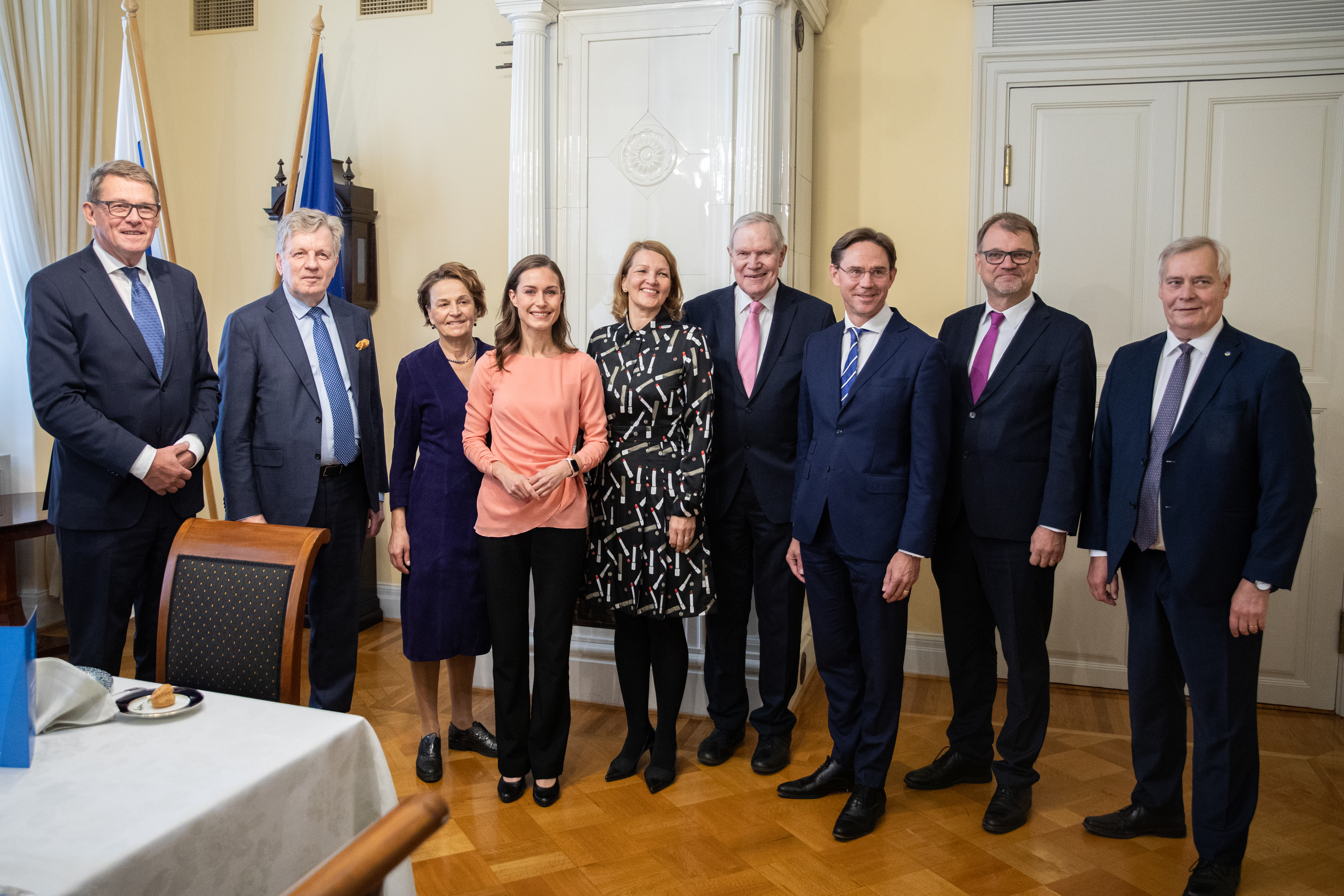
芬兰总理庆祝午餐會，攝於2022年9月27日
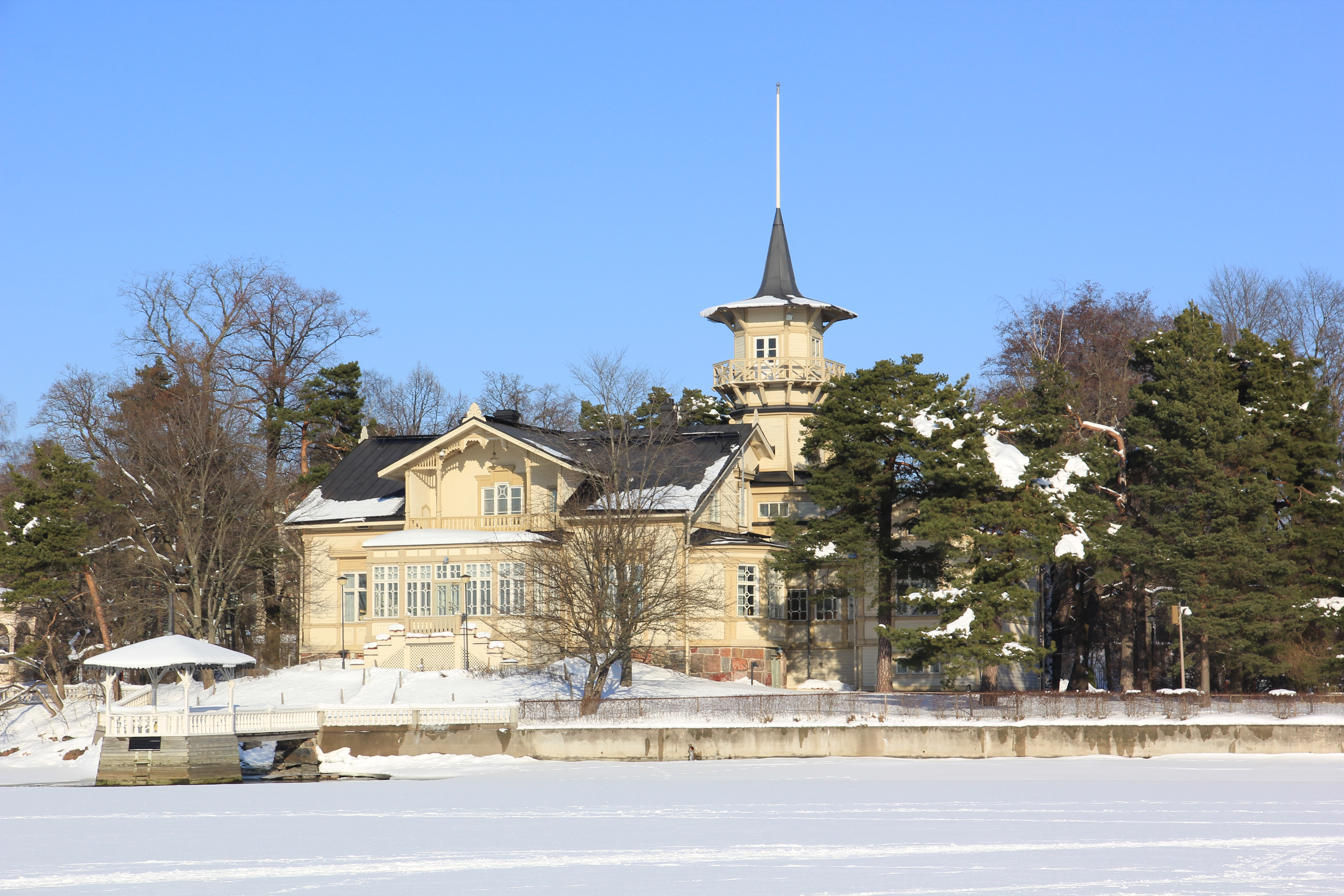
夏季海岸，芬兰总理位于赫尔辛基的官邸

## 任命程序
芬蘭總理的任命程序與每四年舉行一次的議會選舉相關。
根據芬兰宪法規定，總統在議會各黨協商新內閣的席次分配與政府纲领後，提名總理人選。議會必須以信任投票，以绝对多数批准獲提名者，且不得有其他候選人。如果提名人未獲足夠支持，則進行新一輪談判，並由總統再次提名。如果第二次提名仍未獲得絕對多數，則進行第三輪投票，在此輪中，任何議會成員均可提名候選人，此時僅需相對多數即可當選。
該程序首次在2003年用於選舉安内莉·耶滕迈基為總理。在此之前，一般認為總統會提名在第三輪投票中獲得相對多數的候選人，通常是議會最大黨黨魁。在2000年修憲生效前，總統能夠直接任命總理及其他政府成員，並可不完全遵循議會原則，儘管被任命者仍需獲得議會信任。
形式上，總理負責提名政府其他成員，並由總統在議會同意後正式任命。然而，在組閣談判過程中，內閣職位已在各政黨間分配，因此總理候選人必須考慮參與政黨的意見，不能完全隨意任命或撤換部長。

## 薪資與福利
芬蘭總理的月薪為12,173歐元。此外，總理還可獲得一半的議會議員薪資。截至2011年5月1日，議員的全額薪資至少為6,335歐元，因此芬蘭總理的總月薪至少為14,842歐元。該薪資需繳納所得稅。
總理每年享有30天帶薪休假。官邸夏季海岸的維護、工作人員及相關服務費用均由政府支付。然而，總理的福利不包括免費膳食或膳食補助。

## 另見
- 芬蘭副總理（英语：Deputy Prime Minister of Finland）
- 芬蘭政府

## 外部連結
- 官方网站
- 从参议院到独立政府